# 이본 리딩
이본 리딩(Yvonne Ryding, 1962년 12월 14일 ~ )은 스웨덴의 댄서, 모델, 사회자, 미인 대회 우승자이다. 미스 스웨덴 1984, 미스 유니버스 1984의 우승자이다.